# Puini, Cluj
Puini (în maghiară Kispulyon, Szászkispulyon, Pulyon) este un sat în comuna Geaca din județul Cluj, Transilvania, România.

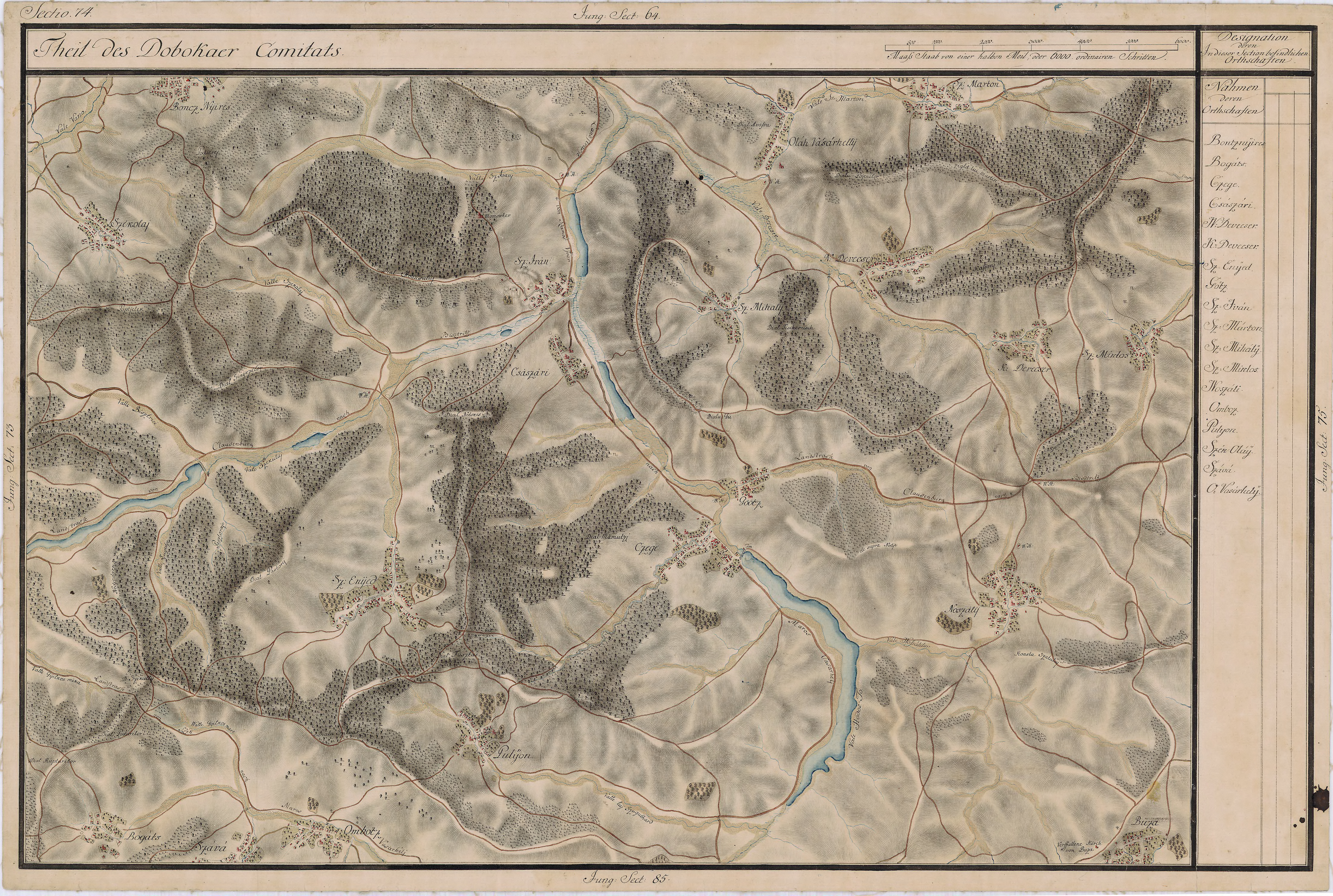
Puini pe Harta Iosefină a Transilvaniei, 1769-1773

## Galerie de imagini

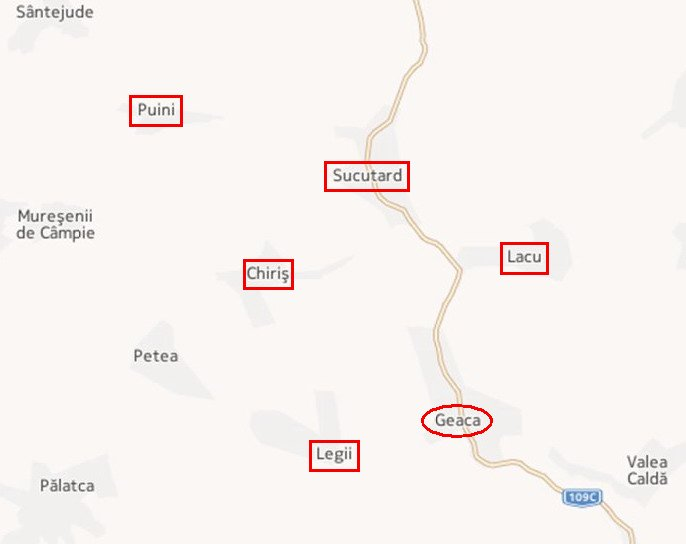
Comuna Geaca și satele componente